# سلام اسيليسين

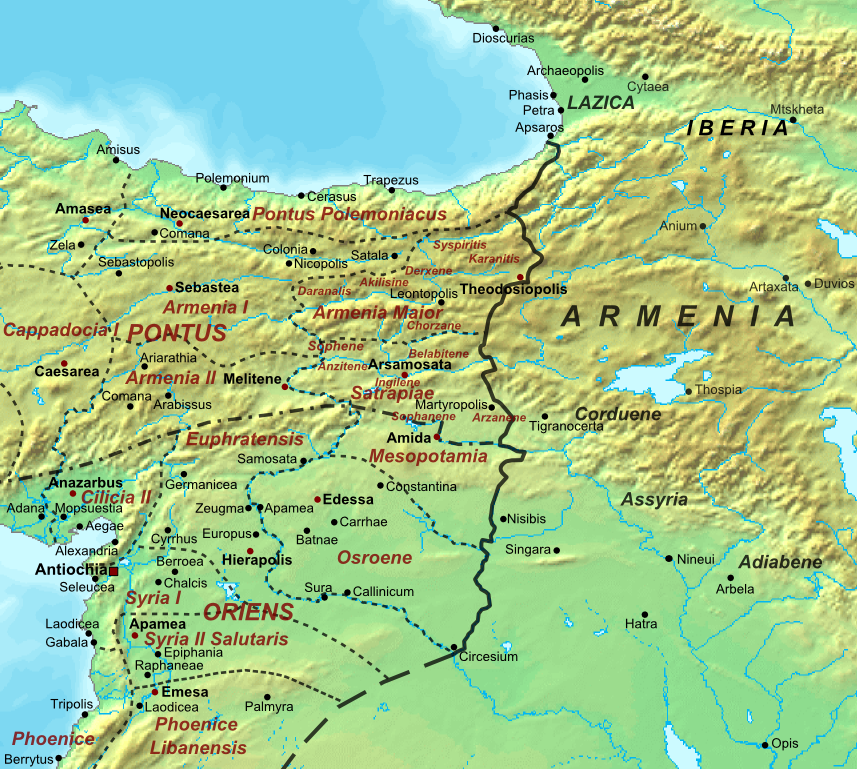
تقسيم أرمينيا بعد سلام أكيليسين.

كان سلام اسيليسين معاهدة بين الإمبراطورية الرومانية الشرقية والإمبراطورية الساسانية في وقت ما بين 384 و 390 ميلادية (عادة ما يرجع تاريخها إلى 387) والتي قسمت أرمينيا الكبرى بين هاتين الامبراطوريتين. وقد حصل الفرس على الحصة الأكبر. بموجب هذه المعاهدة اعترفت الإمبراطورية البيزنطية / الإمبراطورية الرومانية الشرقية أخيرًا بفقد كارتلي-أيبيريا لإيران الساسانية. ومن هذه النقطة نما النفوذ الإيراني مرة أخرى في شرق جورجيا، ويبدو أن الزرادشتية أصبحت بمثابة الديانة الثانية إلى جانب المسيحية.